# 戴春宁
戴春宁（1962年2月—），宁夏人，高级经济师。

## 生平
於1981年7月参加工作，先后在中国工商银行吴忠支行、中国工商银行银南地区中心支行、中国工商银行宁夏分行办公室、中国工商银行总行风险管理部公司工作，於2005年进入中国进出口银行信贷管理部担任副总经理，於2012年4月起担任中国出口信用保险公司副总经理。
2013年12月1日，戴春宁因為涉嫌严重违纪违法，被中纪委调查。2014年6月5日，中纪委对戴春宁严重违纪违法问题进行了立案检查，因為涉嫌贪污及受贿，戴春宁被开除党籍，并且将其涉嫌犯罪问题及线索移送司法机关依法处理。2014年10月21日，河北检察机关决定，依法对戴春宁涉嫌受贿犯罪立案侦查，并且采取强制措施，侦查工作进行中。